# Дилялево
Дилялево — деревня в России, расположенная в Вологодском районе Вологодской области.
Входит в состав Новленского сельского поселения (с 1 января 2006 года по 8 апреля 2009 года входила в Березниковское сельское поселение), с точки зрения административно-территориального деления — в Березниковский сельсовет.
Расстояние до районного центра Вологды по трассе А119 — 74 км, до центра муниципального образования Новленского по прямой — 14 км. Ближайшие населённые пункты — Гриденское, Березник, Митенское, Владычнево, Лепигино.
По переписи 2002 года население — 1 человек.
В настоящее время (2009 год) постоянных жителей нет, только сезонные дачники.
Дилялево — родина авиаконструктора Сергея Владимировича Ильюшина. В деревне сохранился дом Сергея
Владимировича, принадлежащий семье авиаконструктора, построенный в 50-х годах XX века. В нём С. В. Ильюшин жил во время летних отпусков в 1950—70-х годах.